# Anne-Marie Jaccottet
Anne-Marie Jaccottet (* 26. Juni 1931 in Saint-Aubin bei Neuchâtel; geborene Anne-Marie Haesler) ist eine Schweizer Malerin.

## Leben und Werk
Anne-Marie Jaccottet studierte an der École cantonale d’art in Lausanne und an der Académie Julian in Paris. Ihre wichtigsten Lehrer waren Marcel Poncet und Casimir Reymond. Seit 1953 lebt sie, bis zu dessen Tod 2021 gemeinsam mit ihrem Ehemann, dem Dichter Philippe Jaccottet, in Grignan (Département Drôme) in Frankreich.
Ihre Bilder, Aquarelle und Zeichnungen stellen oft Motive der Landschaft, in der sie lebt, dar, daneben zeichnet und malt sie auch Stillleben.  Sie hat mehrfach Gedichtbände und Literaturzeitschriften (Revue de Belles-Lettres, Tra-jectoires) illustriert. Autoren wie Pierre-Albert Jourdan, Paul de Roux, André Ughetto und Yves Bonnefoy haben Texte über ihr Werk verfasst.

## Ausstellungen
- 1994: Musée Jenisch in Vevey
- 2001: Centre culturel suisse in Paris
- 2008: Anne-Marie Jaccottet, Peintures et dessins in der Galerie Alain-Paire in Aix-en-Provence

## Publikationen

### Ausstellungskatalog
- Arbres, chemins, fleurs & fruits. Aquarelles et dessins d’Anne-Marie Jaccottet. Mit Texten von Philippe Jaccottet, Alain Madeleine-Perdrillat, Florian Rodari und einem Interview mit der Künstlerin, geführt von Alain Paire. La Dogana, Genf 2008.

### Bücher mit Illustrationen
- Philippe Jaccottet: La promenade sous les arbres. Mermod, 1957.
- Anne Perrier: Lettres perdues. Payot, 1971.
- Philippe Jaccottet: Breathings. Auswahl von ins Englische übersetzten Gedichten. Mushinsha & Grossman, 1974.
- Nicolas Cendo: Marges. Lettres de Casse, 1981.
- Richard Vernier: Le Feu parmi les arbres. Solaire, 1982.
- Hélène Péras: Ce qui demeure. Paris, 1983.
- Paul de Roux: Traversées matinales. Cahiers du confluent, 1986.
- Philippe Jaccottet: Le Cerisier. Marchant Ducel, 1986.
- Patrick Guyon: La Terre de sauvegarde. Fanlac, 1991.
- Philippe Jaccottet (Transkription): Haïku. Fata Morgana, 1996.
- Jérôme Thélot (Hrsg.): Cahier Philippe Jaccottet. Édition Le Temps qu’il fait, collection. Les Cahiers du Tqf, 2001.